# Ełena Popowska
Elena Popowska, mk. Елена Поповска  (ur. 6 stycznia 1990 w Skopju) – macedońska pływaczka, olimpijka. Wystąpiła w igrzyskach olimpijskich w 2008 roku, w Pekinie. Nie zdobyła żadnych medali.

## Letnie Igrzyska Olimpijskie 2008 w Pekinie
| Konkurencja           | Eliminacje | Eliminacje | Finał                          | Finał                          | Klas. końcowa | Klas. końcowa |
| Konkurencja           | Czas       | Miejsce    | Czas                           | Miejsce                        | Czas          | Miejsce       |
| --------------------- | ---------- | ---------- | ------------------------------ | ------------------------------ | ------------- | ------------- |
| 100 m stylem dowolnym | 59.93      | 47.        | → Odpadł z dalszej rywalizacji | → Odpadł z dalszej rywalizacji | 59.93         | 47.           |